# فلیکس کوبرو
فلیکس کوبرو (اسپانیایی: Félix Cubero‎؛ ‏۱۸ ژوئن ۱۹۶۱) بازیگر، فیلم‌نامه‌نویس، کارگردان و آموزگار اهل اسپانیا است. وی دانش‌آموختهٔ دانشکده عالی سلطنتی هنرهای نمایشی است.

## گزیدهٔ نقش‌آفرینی‌ها

### سینما
- بیوتیفول (۲۰۱۰)
- سلول ۲۱۱ (۲۰۰۹)
- ابیه‌دو اکسپرس (۲۰۰۷)
- روزگار خوش (۱۹۹۲)

### تلویزیون
- بگو چطور شد (۲۰۱۱۴ و ۲۰۱۷)
- عقاب سرخ (۲۰۱۵)
- سرزمین گرگ‌ها (۲۰۰۹)
- دردسر قریب‌الوقوع (۲۰۱۱)
- بیمارستان مرکزی (۲۰۰۱ و ۲۰۰۸)
- بانو (۲۰۰۸)
- شمارش معکوس (۲۰۰۷)
- انگیزه‌های شخصی (۲۰۰۶)
- پس از کلاس (۲۰۰۰)
- پزشک خانوادگی (۱۹۹۸)